# Šajkaška

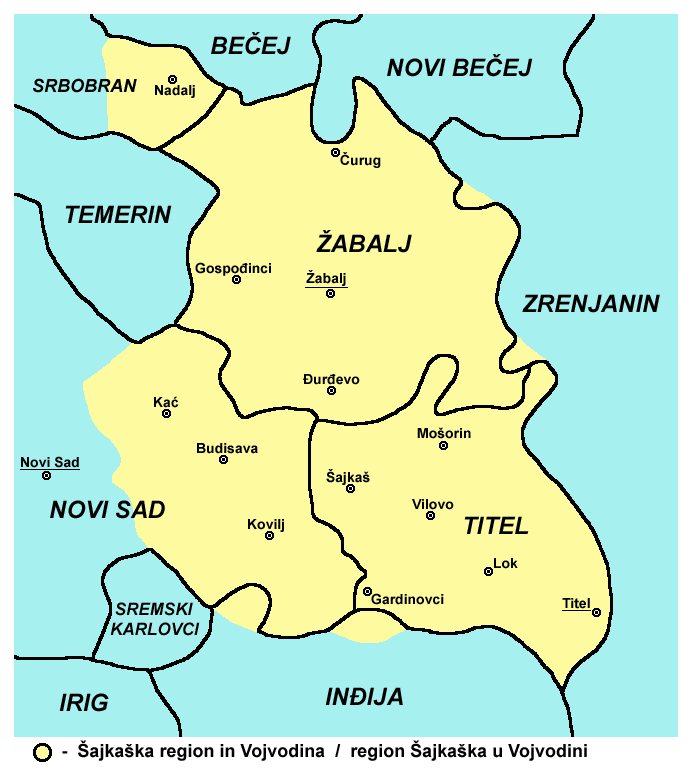
Carte de la région de la Šajkaška

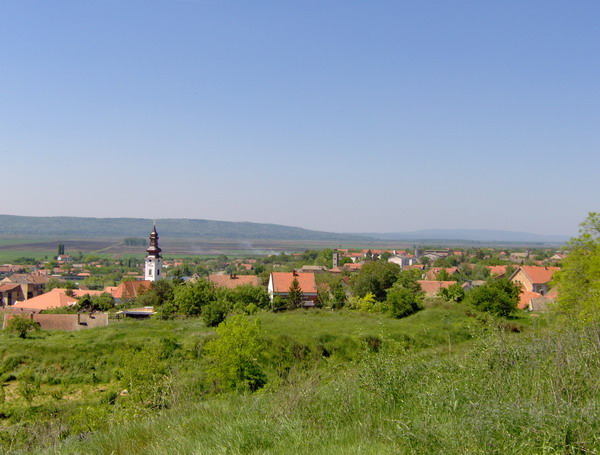
Vue générale de Titel, la capitale historique de la Šajkaška

La Šajkaška, en serbe cyrillique Шајкашка, est une région géographique de la province autonome de Voïvodine, en Serbie. Elle est située au sud-est de la Bačka.
La Šajkaška est située sur le territoire de quatre municipalité : Titel, Žabalj, Novi Sad et Srbobran. La capitale historique de cette région est la ville de Titel. 

## Villes et villages de la Šajkaška
Municipalité de Titel :
- Titel
- Vilovo
- Gardinovci
- Lok
- Mošorin
- Šajkaš

Municipalité de Žabalj :
- Žabalj
- Gospođinci
- Đurđevo
- Čurug

Municipalité de Novi Sad :
- Kovilj
- Kać
- Budisava

Municipalité de Srbobran :
- Nadalj

Titel et Žabalj sont officiellement considérés comme des villes ; ces localités sont le centre adminisitratif de la municipalité qui porte leur nom. Les autres localités sont officiellement considérées comme des villages.

## Histoire

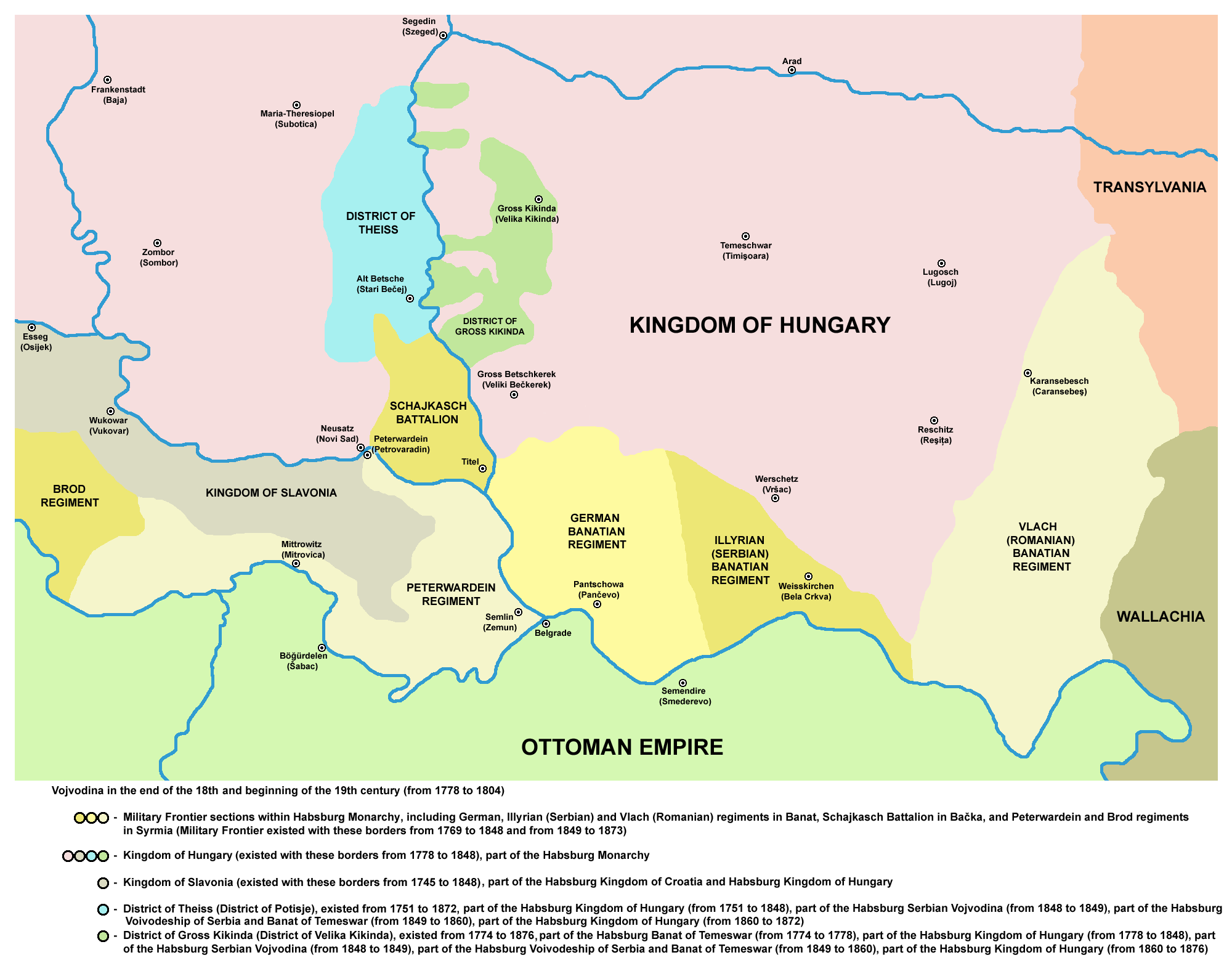
Localisation du bataillon de Šajkaš

Le nom de la région de la Šajkaška signifie le « pays des šajkaši ». Ces Šajkaši était des soldats de l'armée de l'empire d'Autriche, qui se déplaçaient dans des bateaux longs et étroits, appelés šajka et qui opéraient sur le Danube, la Tisa, la Save et le Moriš. 
Sous les Habsbourg, le « bataillon de Šajkaš », fondé en 1763, faisait partie de la province de la Frontière militaire. À l'origine, la région était peuplée exclusivement de Serbes. Les Šajkaši participèrent à maintes batailles contre l'Empire ottoman. 
En 1852, le bataillon de Šajkaš devint le « bataillon d'infanterie de Titel ». Cette unité fut abolie en 1873, en même temps que la province de la Frontière militaire et la région fut intégrée dans le comitat de Bács-Bodrog. 
Aujourd'hui, la Šajkaška est une région essentiellement agricole, avec une industrie agroalimentaire bien développée.

## Culture
Le monastère orthodoxe de Kovilj est situé dans la région. Il se trouve à proximité du village de Kovilj. Reconstruit entre 1705 et 1707, il aurait été fondé par Saint Sava au XIIIe siècle.

## Galerie

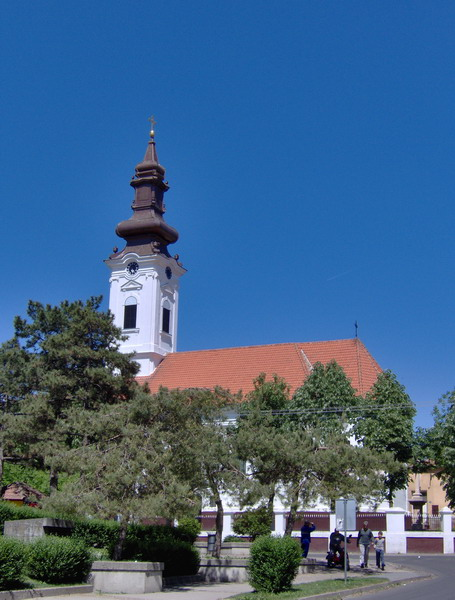
Titel
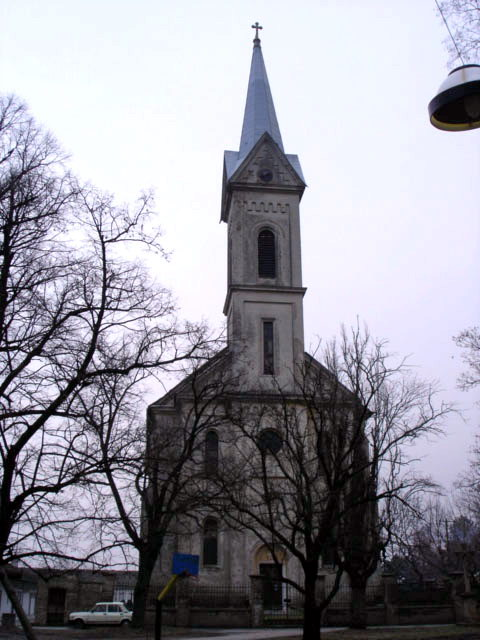
Žabalj
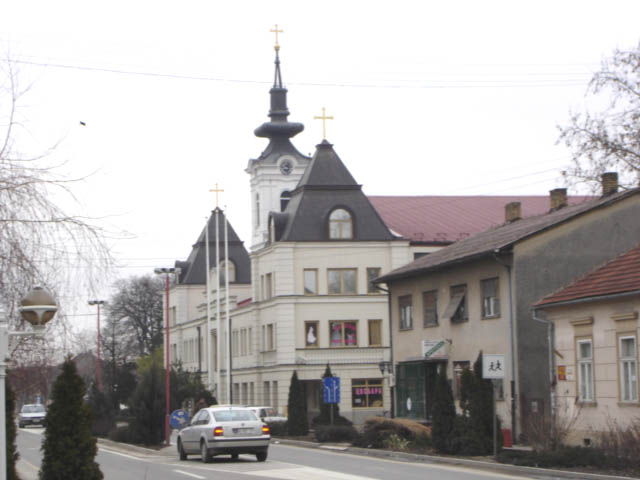
Kać
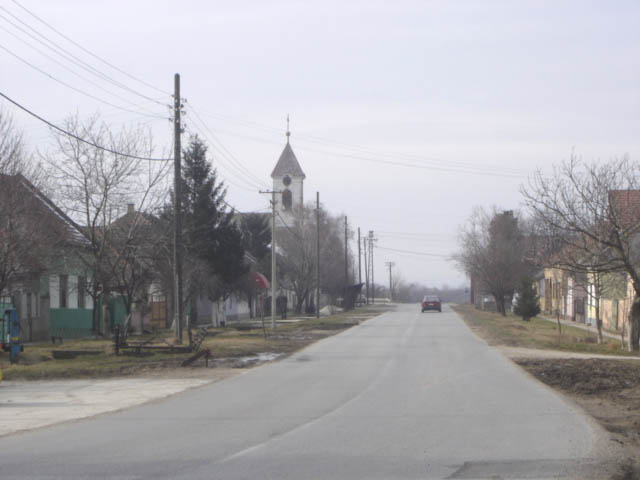
Vilovo
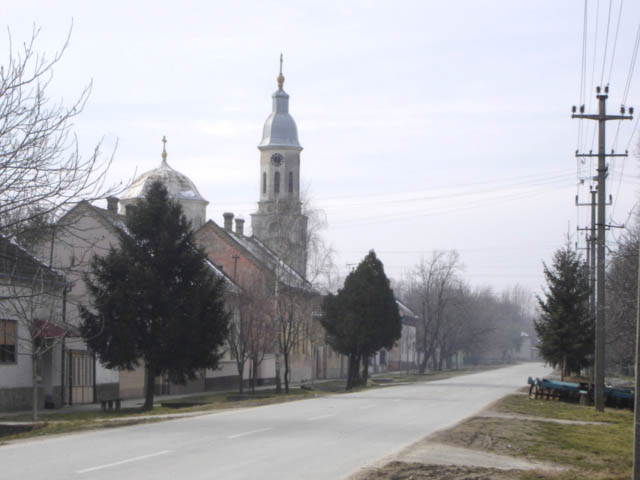
Gardinovci
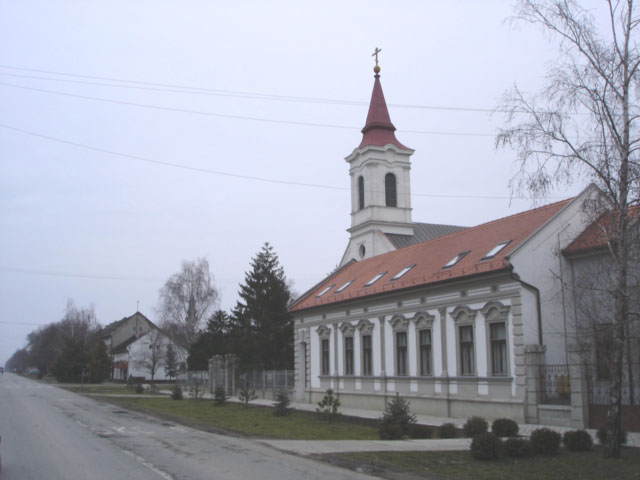
Đurđevo
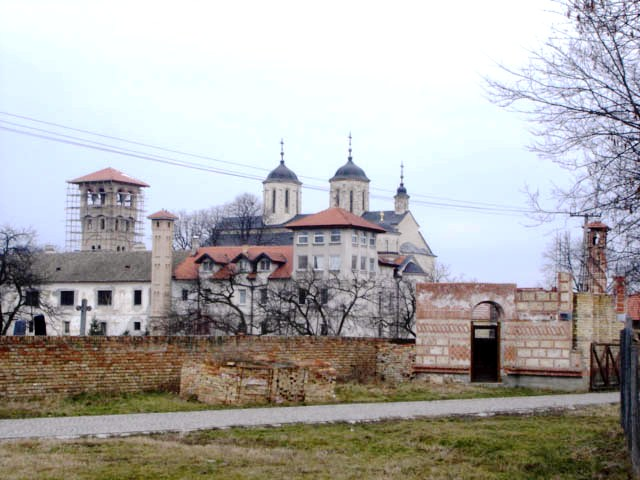
Monastère de Kovilj